# Benjamin Veillas
Benjamin Veillas, né le 26 février 1983, est un copilote de rallye français. Associé à Éric Camilli de 2015 à 2021, il navigue à partir de 2022 l’octuple champion du monde Sébastien Ogier.

## Carrière en rallye
Benjamin Veillas est originaire de Grasse (Alpes-Maritimes). Il fait ses débuts comme copilote en 1997 aux côtés de son cousin germain Nicolas Lansac à bord d'une Renault Clio Williams Groupe N et dispute notamment le Rallye Jean Behra.
Deux ans plus tard, il navigue dorénavant Patrick Henry, avec pour meilleur résultat une troisième place lors d'une manche du Trophée Citroën Saxo Kit-Car. Par la suite, il est équipier de plusieurs pilotes à l’occasion de rallyes disputés dans le sud de la France, avec notamment une troisième place au rallye Monte-Carlo 2010 décrochée avec une Škoda pilotée par Nicolas Vouilloz puis deux victoires en championnat de France des rallyes avec Stéphane Sarrazin lors de la saison 2012.
Il intègre l'équipe d'ouvreurs de Sébastien Ogier et Julien Ingrassia lors du rallye Monte-Carlo 2013 en assistant Nicolas Vouilloz et y restera pendant deux saisons.
En 2015, il devient le copilote d'Éric Camilli en championnat du monde des rallyes - 2 (WRC-2).
L'année suivante, il intègre l’équipe M-Sport en championnat du monde des rallyes. Ils décrochent leur meilleur résultat lors du rallye du Portugal et parviennent à signer un scratch en Sardaigne. Ils retrouvent le WRC-2 en 2017 à la suite de l'arrivée de la paire Sébastien Ogier et Julien Ingrassia dans l'équipe. Ils sont finalement sacrés vice-champions du monde à la fin de la saison. Malgré cela, ils ne feront que des piges les années suivantes. Ainsi, en parallèle, le grassois réintègre l'équipe d'ouvreurs de Ogier et Ingrassia en assistant dorénavant Simon Jean-Joseph, et accompagne à nouveau Ogier en séances d'essais de manière occasionnelle.
Fin 2021, Julien Ingrassia annonce sa décision de mettre un terme à sa carrière de copilote, tandis que le pilote gapençais souhaite continuer de manière ponctuelle en mondial. Veillas est alors choisi en remplacement, alors qu'il venait de reprendre le cabinet de comptable de son père. La nouvelle paire fait ses débuts lors du rallye Monte-Carlo 2022.

## Résultats en rallye

### Résultats détaillés en championnat du monde des rallyes
| Saison | Equipe                   | Voiture                    | Rallye | Rallye | Rallye | Rallye | Rallye | Rallye | Rallye | Rallye | Rallye | Rallye | Rallye | Rallye | Rallye | Rallye | Rallye | Points | Classement final |
| ------ | ------------------------ | -------------------------- | ------ | ------ | ------ | ------ | ------ | ------ | ------ | ------ | ------ | ------ | ------ | ------ | ------ | ------ | ------ | ------ | ---------------- |
| 1999   |                          |                            | MON    | SWE    | KEN    | POR    | ESP    | FRA    | ARG    | GRE    | NZL    | FIN    | CHN    | ITA    | AUS    | GBR    |        | 0      | Non classé       |
| 1999   | Franck Lions             | Renault Clio Williams      | -      | -      | -      | -      | -      | Ab.    | -      | -      | -      | -      | -      | -      | -      | -      |        | 0      | Non classé       |
|        |                          |                            |        |        |        |        |        |        |        |        |        |        |        |        |        |        |        |        |                  |
| 2008   |                          |                            | MON    | SWE    | MEX    | ARG    | JOR    | ITA    | GRE    | TUR    | FIN    | GER    | NZL    | ESP    | FRA    | JPN    | GBR    | 0      | Non classé       |
| 2008   | Franck Doveri            | Mitsubishi Lancer Evo VIII | Ab.    | -      | -      | -      | -      | -      | -      | -      | -      | -      | -      | -      | -      | -      | -      | 0      | Non classé       |
|        |                          |                            |        |        |        |        |        |        |        |        |        |        |        |        |        |        |        |        |                  |
| 2015   |                          |                            | MON    | SWE    | MEX    | ARG    | POR    | ITA    | POL    | FIN    | GER    | AUS    | FRA    | ESP    | GBR    |        |        | 0      | Non classé       |
| 2015   | Team Oreca               | Ford Fiesta R5             | 15e    | -      | -      | -      | Ab.    | 16e    | -      | 52e    | 14e    | -      | 16e    | Ab.    | 12e    |        |        | 0      | Non classé       |
|        |                          |                            |        |        |        |        |        |        |        |        |        |        |        |        |        |        |        |        |                  |
| 2016   |                          |                            | MON    | SWE    | MEX    | ARG    | POR    | ITA    | POL    | FIN    | GER    | CHI    | FRA    | ESP    | GBR    | AUS    |        | 28     | 11e              |
| 2016   | Julien Maurin            | Škoda Fabia R5             | Ab.    | -      | -      | -      | -      | -      | -      | -      | -      | -      | -      | -      | -      | -      |        | 28     | 11e              |
| 2016   | M-Sport World Rally Team | Ford Fiesta RS WRC         | -      | -      | 16e    | 8e     | 5e     | 6e     | 10e    | Ab.    | 50e    | An.    | 8e     | 19e    | 10e    | Ab.    |        | 28     | 11e              |
|        |                          |                            |        |        |        |        |        |        |        |        |        |        |        |        |        |        |        |        |                  |
| 2017   |                          |                            | MON    | SWE    | MEX    | FRA    | ARG    | POR    | ITA    | POL    | FIN    | GER    | ESP    | GBR    | AUS    |        |        | 3      | 21e              |
| 2017   | M-Sport World Rally Team | Ford Fiesta R5             | 12e    | 14e    | 11e    | 28e    | -      | 21e    | 9e     | 14e    | 12e    | 10e    | 16e    | 12e    | -      |        |        | 3      | 21e              |
|        |                          |                            |        |        |        |        |        |        |        |        |        |        |        |        |        |        |        |        |                  |
| 2018   |                          |                            | MON    | SWE    | MEX    | FRA    | ARG    | POR    | ITA    | FIN    | GER    | TUR    | GBR    | ESP    | AUS    |        |        | 0      | Non classé       |
| 2018   | M-Sport WRT              | Ford Fiesta R5             | Ab.    | -      | -      | -      | -      | -      | -      | -      | Ab.    | -      | 24e    | -      | -      |        |        | 0      | Non classé       |
| 2018   | Volkswagen Motorsport    | Volkswagen Polo GTI R5     | -      | -      | -      | -      | -      | -      | -      | -      | -      | -      | -      | 35e    | -      |        |        | 0      | Non classé       |
|        |                          |                            |        |        |        |        |        |        |        |        |        |        |        |        |        |        |        |        |                  |
| 2019   |                          |                            | MON    | SWE    | MEX    | FRA    | ARG    | CHI    | POR    | ITA    | FIN    | GER    | TUR    | GBR    | ESP    | AUS    |        | 1      | 28e              |
| 2019   | M-Sport WRT              | Ford Fiesta R5 Mk. II      | -      | -      | -      | -      | -      | -      | -      | -      | -      | 13e    | 15e    | -      | -      | -      |        | 1      | 28e              |
| 2019   | Éric Camilli             | Citroën C3 R5              | -      | -      | -      | -      | -      | -      | -      | -      | -      | -      | -      | 10e    | An.    | -      |        | 1      | 28e              |
|        |                          |                            |        |        |        |        |        |        |        |        |        |        |        |        |        |        |        |        |                  |
| 2021   |                          |                            | MON    | FIN    | CRO    | POR    | ITA    | KEN    | EST    | BEL    | GRE    | FIN    | ESP    | MZN    |        |        |        | 0      | Non classé       |
| 2021   | Sports and You           | Citroën C3 Rally2          | -      | -      | -      | 39e    | -      | -      | -      | -      | -      | -      | -      | -      |        |        |        | 0      | Non classé       |
|        |                          |                            |        |        |        |        |        |        |        |        |        |        |        |        |        |        |        |        |                  |
| 2022   |                          |                            | MON    | SWE    | CRO    | POR    | ITA    | KEN    | EST    | FIN    | N/A    | GRE    | NZL    | ESP    | JPN    |        |        | 85     | 6e               |
| 2022   | Toyota Gazoo Racing      | Toyota GR Yaris Rally1     | 2e     | -      | -      | 51e    | -      | 4e     | -      | -      |        | -      | 2e     | 1er    | Forf.  |        |        | 85     | 6e               |

*Saison en cours